# Tonaufnahme des Gespräches zwischen Hitler und Mannerheim

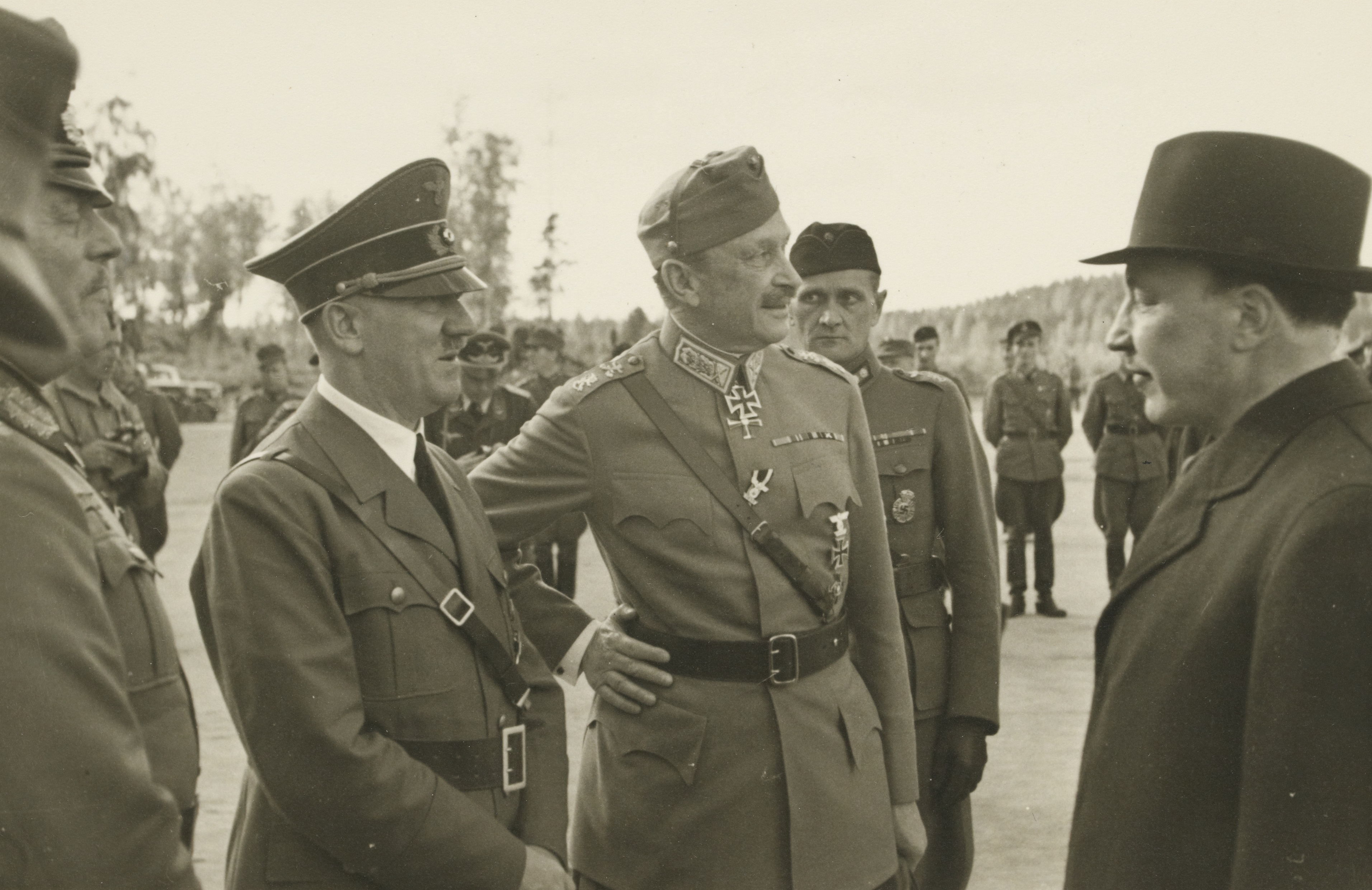
Wilhelm Keitel (links), Adolf Hitler, Carl Gustaf Emil Mannerheim und Präsident Risto Ryti am Flugplatz Immola

Bei der Tonaufnahme des Gespräches zwischen Hitler und Mannerheim handelt es sich um die Aufnahme eines privaten Gespräches zwischen Adolf Hitler und Carl Gustaf Emil Mannerheim, Oberbefehlshaber der finnischen Armee, die im Verlauf eines Besuches anlässlich Mannerheims 75. Geburtstages am 4. Juni 1942 während des Fortsetzungskrieges im Rahmen des Zweiten Weltkriegs entstand. Thor Damen, ein Tontechniker der finnischen Rundfunkanstalt Yleisradio, der mit der Aufnahme der offiziellen Geburtstagsreden und Mannerheims Dankesrede beauftragt war, zeichnete heimlich die ersten elf Minuten der anschließenden Konversation zwischen Hitler und Mannerheim auf. Die Aufzeichnung stellt die einzig bekannte private Gesprächsaufnahme Hitlers dar.

## Besuch Hitlers

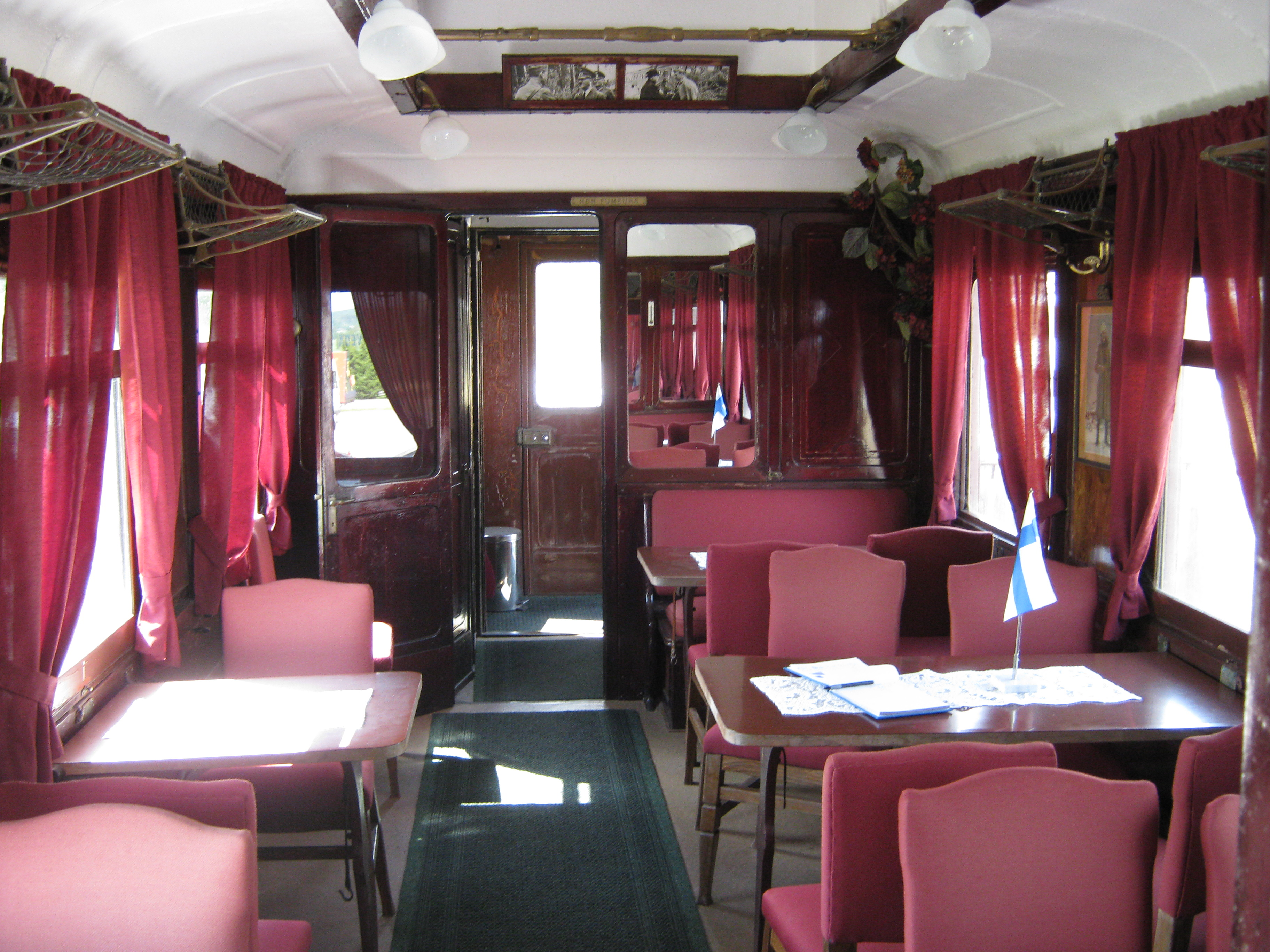
Innenbereich des Salonwagens, in dem das Festessen stattfand. Der Wagen befindet sich heute in der Stadt Sastamala der Landschaft Pirkanmaa.

Im Juni 1941 begann der Überfall des Deutschen Reiches auf die Sowjetunion. Trotz des anfänglich überwältigenden Erfolgs des Angriffs schlug die Rote Armee die deutsche Wehrmacht in der Schlacht um Moskau zurück und vereitelte den Vormarsch deutscher Truppen. Hitler forderte von seinen Verbündeten, so viel der sowjetischen Kriegsmaschinerie wie möglich zu binden. 1942 besuchte Hitler Finnland, offiziell um Mannerheim zu dessen 75. Geburtstag zu gratulieren. Hitler wurde auf dem Flugplatz Immola in Empfang genommen und von Präsident Ryti und anderen hochrangigen Staatsbeamten und Militärs zu Mannerheims persönlichem Zug nahe der Stadt Imatra im Südosten Finnlands begleitet, wo das Geburtstagsmahl und Verhandlungen stattfanden.

## Aufnahme

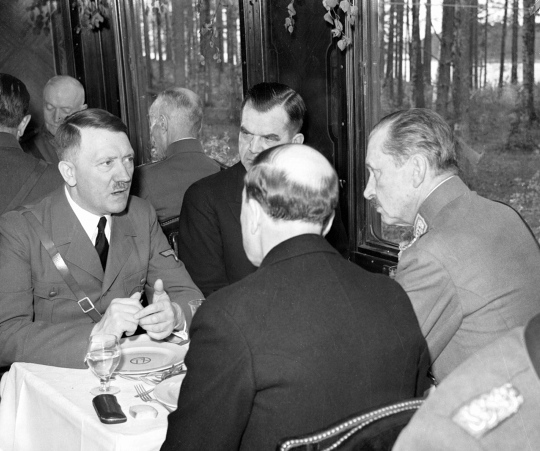
Hitler und Mannerheim im Gespräch im Zug

Nachdem die offiziellen Begrüßungen und Reden vollendet waren, betraten Hitler und Mannerheim, begleitet von weiteren deutschen und finnischen Funktionären, Mannerheims privaten Waggon für Zigarren, Getränke und Speisen. In diesem Waggon war ein großes und deutlich sichtbares Mikrofon von Thor Damen aufgestellt worden, der mit der Aufzeichnung Hitlers offizieller Rede und dessen Geburtstagsgrußes beauftragt war.
Nach den offiziellen Reden setzte Damen jedoch die Aufzeichnung der nun privaten Konversation ohne Hitlers Wissen fort. Als dies Hitlers SS-Wachen nach elf Minuten bemerkten, forderten sie die Unterbrechung der Aufnahme und drohten Damen gestisch, ihm die Kehle durchzuschneiden. Die Wachen verlangten eine Zerstörung der Aufnahme, doch Yleisradio wurde gewährt, das Tonband in einem versiegelten Behälter unter Verschluss zu halten, mit dem Versprechen, diesen nie zu öffnen. Das Band wurde dem Vorsitzenden des staatlichen Zensurbüros, Kustaa Vilkuna, überreicht, und 1957 an Yleisradio zurückgegeben, welches dieses ein paar Jahre später veröffentlichte. Es ist die einzig bekannte Aufnahme von Hitlers Sprechweise im inoffiziellen Gespräch und eine der wenigen Aufzeichnungen, in der Hitler eine Schilderung wiedergibt, ohne die Stimme in der für ihn typischen Weise zu erheben.

## Gesprächsinhalt
Obgleich der offizielle Grund für Hitlers Besuch – welcher erst am Tag zuvor angekündigt wurde – die Teilnahme an Mannerheims Geburtstagsfeier war, war Hitlers eigentliche Intention, die Treue der Finnen zum Deutschen Reich sicherzustellen, indem er die Gefahren des Bolschewismus hervorhob und jeglichen Sympathien Finnlands mit den Sowjets oder westlichen Alliierten entgegenwirkte. Hitler wollte sich der fortgesetzten Unterstützung durch Finnland versichern.
In dem aufgenommenen Gespräch dominierte Hitler die Konversation, während die Zuhörerschaft – Mannerheim, der finnische Präsident Risto Ryti und der deutsche Generalfeldmarschall Wilhelm Keitel – größtenteils schwieg. Er erörterte den Fehlschlag des Unternehmens Barbarossa, die Niederlage der Italiener im Afrikafeldzug, die Invasion Jugoslawiens und Albaniens, seine Überraschung über die Produktion tausender Panzer durch die Sowjetunion und seine strategischen Bedenken bezüglich der rumänischen Ölfelder. Er war bemüht, die deutsche Strategie als durchgängig konsequent darzustellen, aber betonte auch, dass der drohende Überfall durch die Sowjetunion ihm keine andere Möglichkeit ließ, als diese anzugreifen.
Abgesehen von dieser groben Zusammenfassung der Kriegsgeschehnisse im Osten enthüllte Hitler keine zukünftigen Kriegspläne, insbesondere nichts über die bevorstehende Offensive des Deutschen Reiches, über die die Finnen erst am Tag vor deren Beginn unterrichtet wurden. Trotz Hitlers Besuch und eines Gegenbesuchs durch Mannerheim führten die anhaltenden militärischen Rückschläge des Deutschen Reiches der nächsten sechs Monate dazu, dass sich die Finnen vom Bündnis abwandten.

## Authentizität
Nach Veröffentlichung der Aufnahme wurde vereinzelt Zweifel an deren Echtheit geäußert, da Hitlers Stimme ungewohnt weich erschien. Fotografien vom Tag der Aufzeichnung zeigten, dass Hitler Alkohol getrunken hatte, was seine Stimme beeinflusst haben könnte, da er selten trank. Rochus Misch, Hitlers ehemaliger Leibwächter und Funker, äußerte nach dem Hören der Aufzeichnung den Verdacht, es könnte sich um eine Nachahmung handeln.
Das Bundeskriminalamt untersuchte später das Tonband, und Stefan Gfroerer, Leiter eines Labors für forensische Sprach- und Audioverarbeitung, verlautete, dass es für sein Labor „sehr offensichtlich“ Hitlers Stimme sei.

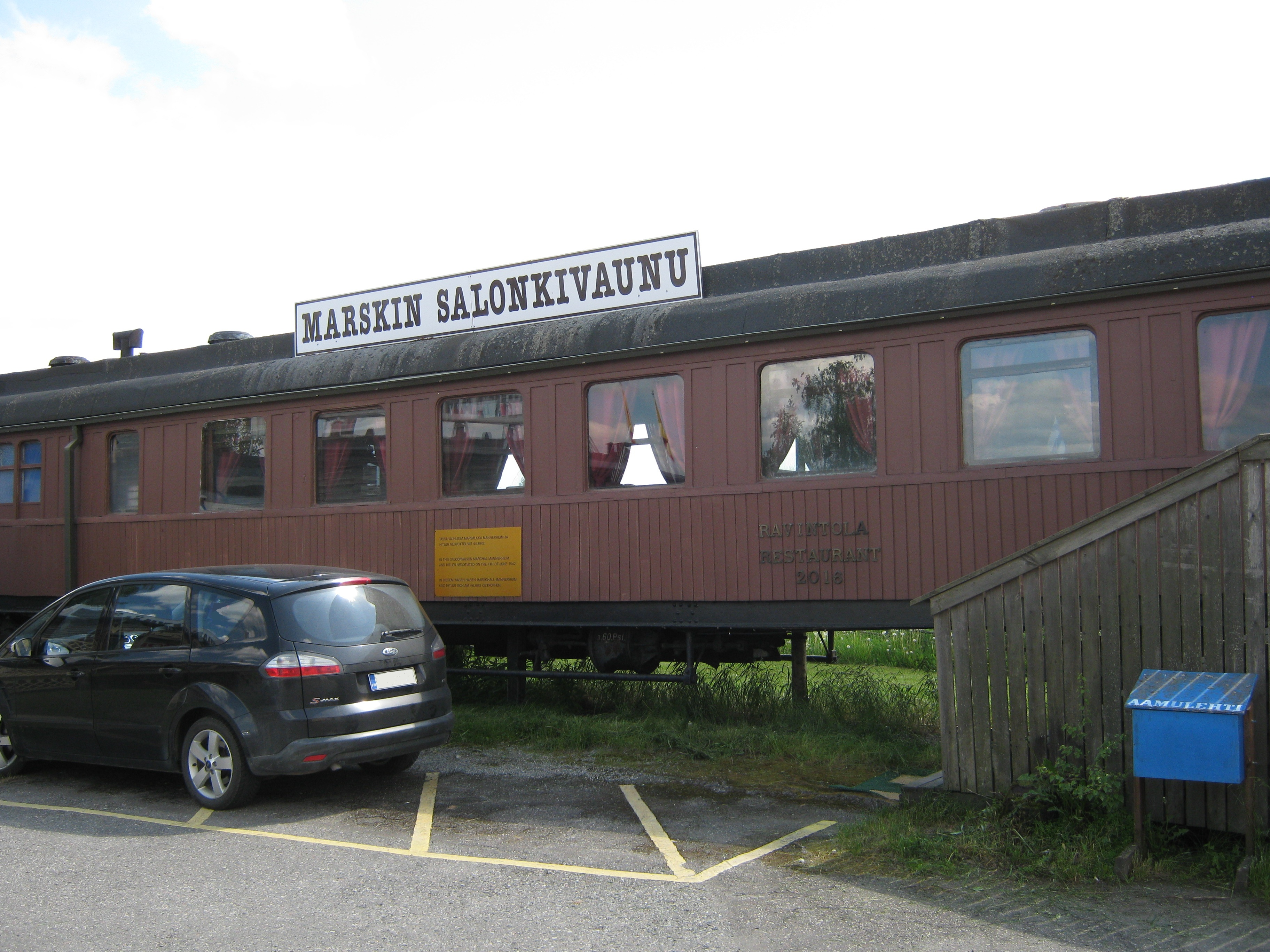
Der Waggon, in dem das Treffen stattfand

## Trivia
- Mannerheims Salonwagen, in dem das Treffen mit Hitler stattfand, ist vor einer Shell-Tankstelle nahe der finnischen Staatsstraße 12 in Sastamala ausgestellt. Er ist seit 1969 der Öffentlichkeit zugänglich.[1] Der private Waggon hingegen, in dem die Aufzeichnung gemacht wurde, befindet sich in Mikkeli. Er ist am 4. Juni jedes Jahres (Mannerheims Geburtstag) geöffnet.[12]

- Die Aufnahme wurde vom Schweizer Schauspieler Bruno Ganz genutzt, als er Hitlers Sprechweise für seine Rolle im Film Der Untergang studierte.[8]